# فرودگاه نیو اورلئان لیک فرانت
 فرودگاه نیو اورلئان لیک فرانت (به انگلیسی: New Orleans Lakefront Airport) یک فرودگاه همگانی بهره‌برداری هوایی با کد یاتا NEW است که یک باند فرود آسفالت دارد و طول باند آن ۹۴۹ متر است. این فرودگاه در شهر نیواورلئان کشور ایالات متحده آمریکا قرار دارد و در ارتفاع ۲ متری از سطح دریا واقع شده است.